# HellasSat 4/SaudiGeoSat-1
O HellasSat 4/SaudiGeoSat-1 é um satélite de comunicação geoestacionário que foi construído pela Lockheed Martin. Ele está localizado na posição orbital de 39 graus de longitude leste e é operado em conjunto pela Hellas Sat e Arabsat. O satélite foi baseado na plataforma A2100 e sua expectativa de vida útil é de 15 anos.

## História
A Arabsat e a King Abdulaziz City for Science and Technology (KACST) anunciaram em abril de 2015 contratos com a Lockheed Martin para a fabricação de dois satélites de comunicações A2100, o Arabsat 6A e o HellasSat 4/SaudiGeoSat-1. Os contratos foram assinados no dia 9 de abril de 2015. A construção dos satélites vai começar imediatamente e será concluída para o lançamento em 2018.

## Lançamento
O satélite foi lançado com sucesso ao espaço em 5 de fevereiro de 2019, às 21:01 UTC, por meio de um veículo Ariane 5 ECA a partir do Centro Espacial de Kourou, na Guiana Francesa. Ele tinha uma massa de lançamento de 6 000 quilogramas.

## Capacidade e cobertura
O HellasSat 4/SaudiGeoSat-1 está equipado com transponders de banda Ku para fornecer backup em órbita, serviços de redundância para o HellasSat 3 e expansão adicional dos serviços fornecidos para a Europa e África Austral.